# Bruce Campbell
Bruce Lorne Campbell (Royal Oak, Michigan, 1958. június 22. –) amerikai színész, rendező, producer és író. Az egyik legismertebb szerepe Ashley J. „Ash” Williams a Gonosz halott trilógiából. 

## Élete
Campbell a michigani Royal Oakban született Joanne Louise háziasszony és Charles Newton Campbell gyermekeként, aki 35 éven át dolgozott a reklámszakmában, a hirdetőtáblák ellenőrzőjétől a cég alelnökéig, majd adjunktusként kilenc főiskolában tanított, emellett színész és rendező volt a helyi színházban.
Van egy testvére, Don, valamint egy féltestvére, Michael Rendine. Skót és angol származású.

## Magánélete
Campbell első felesége Christine Deveau volt, akit 1983-ban vett feleségül. Két gyermekük született, 1989-ben elváltak. Campbell jelenleg az oregoni Jacksonville-ben él második feleségével, Ida Gearon jelmeztervezővel, akit az Agyvadászok című film forgatásán ismert meg.

## Filmográfia
| Év   | Magyar cím                                | Eredeti cím                                          | Szerep                                                       | Magyar hang         | Rendező                          |
| ---- | ----------------------------------------- | ---------------------------------------------------- | ------------------------------------------------------------ | ------------------- | -------------------------------- |
| 1977 |                                           | It's Murder!                                         | Rendőr a biciklin                                            |                     | Sam Raimi                        |
| 1978 |                                           | Within the Woods                                     | Bruce                                                        |                     | Sam Raimi (2)                    |
| 1978 |                                           | Shemps Eats the Moon                                 | Shemp Malone                                                 |                     | John Cameron                     |
| 1979 |                                           | Attack of the Helping Hand                           | The Hamburger Helper / Helping Hand / The Pillsbury Doughboy |                     | Scott Spiegel                    |
| 1980 |                                           | The Blind Waiter                                     | The Blind Waiter                                             |                     | Josh Becker és Scott Spiegel (2) |
| 1981 | Gonosz halott                             | The Evil Dead                                        | Ashley J. "Ash" Williams                                     | Tarján Péter        | Sam Raimi (3)                    |
| 1982 |                                           | Cleveland Smith: Bounty Hunter                       | Cleveland Smith                                              |                     | Josh Becker (2)                  |
| 1982 |                                           | Blood Simple                                         | Julian Marty                                                 |                     | Joel és Ethan Coen               |
| 1983 |                                           | Going Back                                           | Brice Champman                                               |                     | Ron Teachworth                   |
| 1985 | Bűnözési hullám                           | Crimewave                                            | Renaldo 'The Heel'                                           | Debreczeny Csaba    | Sam Raimi (4)                    |
| 1985 |                                           | Thou Shalt Not Kill...Except                         | Video hírfelolvasó (cameo)                                   |                     | Josh Becker (3)                  |
| 1987 | Evil Dead - Gonosz halott 2.              | Evil Dead II                                         | Ashley J. "Ash" Williams                                     | Tarján Péter        | Sam Raimi (5)                    |
| 1987 | Evil Dead - Gonosz halott 2.              | Evil Dead II                                         | Ashley J. "Ash" Williams                                     | Selmeczi Roland     | Sam Raimi (5)                    |
| 1988 | Mániákus zsaru                            | Maniac Cop                                           | Jack Forrest                                                 | Selmeczi Roland     | William Lusting                  |
| 1989 |                                           | Intruder                                             | Howard rendőrtiszt                                           |                     | Scott Spiegel (3)                |
| 1989 |                                           | Moontrap                                             | Ray Tanner                                                   |                     | Robert Dyke                      |
| 1990 | Mániákus zsaru 2.                         | Maniac Cop 2                                         | Jack Forrest                                                 |                     | William Lusting (2)              |
| 1990 | A víz nem válik vérré                     | Sundown: The Vampire in Retreat                      | Robert Van Helsing                                           | Koncz István        | Anthony Hickox                   |
| 1990 | Darkman                                   | Darkman                                              | The Final Shemp (cameo)                                      |                     | Sam Raimi (6)                    |
| 1991 | Hibbantak: Egy szerelmi történet          | Lunatics: A Love Story                               | Ray                                                          | Szűcs Sándor        | Josh Becker (4)                  |
| 1992 |                                           | Eddie Presley                                        | Elmegyógyintézeti kísérő                                     |                     | Jeff Burr                        |
| 1992 | A rémület múzeuma                         | Waxwork II: Lost in Time                             | John Loftmore                                                | Szokolay Ottó       | Anthony Hickox                   |
| 1992 | Agyvadászok                               | Mindwarp                                             | Stover                                                       | Rosta Sándor        | Steve Barnett                    |
| 1992 | A sötétség serege                         | Army of Darkness                                     | Ashley J. "Ash" Williams                                     | Bognár Zsolt        | Sam Raimi (7)                    |
| 1992 | A sötétség serege                         | Army of Darkness                                     | Ashley J. "Ash" Williams                                     | Tarján Péter        | Sam Raimi (7)                    |
| 1994 | A nagy ugrás                              | The Hadsucker Proxy                                  | Smitty                                                       | Jakab Csaba         | Joel és Ethan Coen (2)           |
| 1994 | A nagy ugrás                              | The Hadsucker Proxy                                  | Smitty                                                       | Bozsó Péter         | Joel és Ethan Coen (2)           |
| 1995 | Kongó                                     | Congo                                                | Charles Travis                                               | Kránitz Lajos       | Frank Marshall                   |
| 1995 | Gyorsabb a halálnál                       | The Quick and the Dead                               | Esküvői statiszta                                            |                     | Sam Raimi (8)                    |
| 1995 | A likvidátor                              | The Demonolitionist                                  | Raffle Winner (cameo)                                        |                     | Robert Krutzman                  |
| 1996 | Fargo                                     | Fargo                                                | Szappanopera színész a tévében                               |                     | Joel és Ethan Coen (3)           |
| 1996 | Menekülés Los Angelesből                  | Escape from L.A.                                     | Surgeon General of Beverly Hills                             | Kiss Gábor          | John Carpenter                   |
| 1997 |                                           | In the Line of Duty: Blaze of Glory                  | Jeff Erickson                                                |                     | Dick Lowry                       |
| 1997 | Virtuális elme                            | Menno's Mind                                         | Mick Douriff                                                 |                     | Jon Kroll                        |
| 1997 |                                           | Running Time                                         | Carl                                                         |                     | Josh Becker (5)                  |
| 1997 | Gyagyások serge                           | McHale's Navy                                        | Virgil                                                       | Barabás Kiss Zoltán | Bryan Spiecer                    |
| 1998 |                                           | The Ice Rink                                         | Színész                                                      |                     | Jean-Philippe Toussaint          |
| 1999 | Alkonyattól pirkadatig 2. – Texasi vérdíj | From Dusk Til Dawn 2: Texas Blood Money              | Barry                                                        |                     | Scott Spiegel (4)                |
| 2000 | Tüzes jég                                 | Icebreaker                                           | Carl Greig                                                   | Sótonyi Gábor       | David Giancola                   |
| 2000 |                                           | Timequest                                            | William Roberts                                              |                     | Robert Dyke (2)                  |
| 2001 |                                           | Hubert's Brain                                       | Thompson (hangja)                                            |                     | Phil Robinson                    |
| 2001 | Mi lenne, ha?                             | The Majestic                                         | Roland, a bátor felfedező                                    |                     | Frank Darabont                   |
| 2002 | Pókember                                  | Spider-Man                                           | Ring Announcer (cameo)                                       | Szinovál Gyula      | Sam Raimi (9)                    |
| 2002 |                                           | Bubba Ho-tep                                         | Elvis Presley                                                |                     | Don Coscarelli                   |
| 2002 | Pereld a nőt!                             | Serving Sara                                         | Gordon Moore                                                 | Csuja Imre          | Reginald Hudlin                  |
| 2002 |                                           | Fanalysis                                            | Önmaga                                                       |                     | Bruce Campbell                   |
| 2003 |                                           | Drugs                                                | Bruce                                                        |                     | Chad Peter                       |
| 2003 | Kegyetlen bánásmód                        | Intolerable Cruelty                                  | Szappanopera színész a tévében (cameo)                       | Simon Aladár        | Joel és Ethan Coen (4)           |
| 2004 | Betörő az albérlőm                        | The Ladykillers                                      | Humane Society dolgozó (cameo)                               |                     | Joel és Ethan Coen (5)           |
| 2004 |                                           | Comic Book: The Movie                                | Önmaga                                                       |                     | Mark Hamill                      |
| 2004 |                                           | A Community Speaks                                   | Önmaga                                                       |                     | Bruce Campbell (2) és Ida Gearon |
| 2004 | Pókember 2.                               | Spider-Man 2                                         | Sznob színházi teremőr (cameo)                               | Balázsi Gyula       | Sam Raimi (10)                   |
| 2005 |                                           | Man with the Screaming Brain                         | William Cole                                                 |                     | Bruce Campbell (3)               |
| 2005 | Szuper felsőtagozat                       | Sky High                                             | Tommy Boomowski / Boomer edző / Sonic Boom                   | Kőszegi Ákos        | Mike Mitchell                    |
| 2006 | Az erdő                                   | The Woods                                            | Joe Fasulo                                                   | Harmath Imre        | Lucky McKee                      |
| 2006 | Hangya boy                                | The Ant Bully                                        | Fugax (hangja)                                               | Forgács Péter       | John A. Davis                    |
| 2007 |                                           | Aqua Teen Hunger Force Colon Movie Film for Theaters | Chicken Bittle                                               |                     | Matt Maiellaro és Dave Willis    |
| 2007 | Pókember 3.                               | Spider-Man 3                                         | Főpincér (cameo)                                             | Posta Victor        | Sam Raimi (11)                   |
| 2007 | A nevem Bruce                             | My Name is Bruce                                     | Bruce Campbell                                               | Csankó Zoltán       | Bruce Campbell (4)               |
| 2009 | Derült égből fasírt                       | Cloudy with a Chance of Meatballs                    | Shelbourne polgármester (hangja)                             | Csankó Zoltán       | Phil Lord és Christopher Miller  |
| 2009 |                                           | White on Rice                                        | Muramoto (hangja)                                            |                     | Dave Boyle                       |
| 2011 | Verdák 2.                                 | Cars 2                                               | Flex Tunningmax (hangja)                                     | Galambos Péter      | John Lasseter és Brad Lewis      |
| 2012 | C.K Williams élete                        | The Color of Time                                    | Groody                                                       | Harmath Imre        | jelenetenként más                |
| 2013 | Óz, a hatalmas                            | Oz the Great and Powerful                            | Kételkedő férfi (cameo)                                      | Végh Ferenc         | Sam Raimi (12)                   |
| 2013 | Gonosz halott                             | Evil Dead                                            | Ashley J. "Ash" Williams (cameo)                             | Jakab Csaba         | Fede Álvarez                     |
| 2015 |                                           | The Escort                                           | Charles Cooper                                               |                     | Will Slocombe                    |
| 2021 |                                           | Black Friday                                         | Jonathan                                                     |                     | Casey Tebo                       |
| 2021 |                                           | 18½                                                  | Richard Nixon (hangja)                                       |                     | Dan Mirvish                      |
| 2022 | Doctor Strange, az őrület multiverzumában | Doctor Strange in the Multiverse of Madness          | Pizza Papa (cameo)                                           | Forgács Gábor       | Sam Raimi (13)                   |
| 2023 | A gonosz halottak ébredése                | Evil Dead Rise                                       | Ashley J. "Ash" Williams (hangja) (cameo)                    |                     | Lee Cronin                       |
| TBA  |                                           | Highly Functional                                    | Chill Youngfield                                             |                     | Marc Forby                       |

### Televízió
| Év        | Magyar cím              | Eredeti cím            | Szerep                    | Megjegyzések                                                           |
| --------- | ----------------------- | ---------------------- | ------------------------- | ---------------------------------------------------------------------- |
| 1996–1999 | Xena: A harcos hercegnő | Xena: Warrior Princess | Autolycus                 | 8 epizód rendező (2 epizód)                                            |
| 2007–2013 | Minden lében négy kanál | Burn Notice            | Sam Axe                   | 111 epizód magyar hangja Berzsenyi Zoltán                              |
| 2015–2018 | Ash vs Evil Dead        | Ash vs Evil Dead       | Ashley J. "Ash" Williams  | főszereplő és vezető producer (30 epizód) magyar hangja Kautzky Armand |
| 2024-2024 | Hysteria!               | Hysteria!              | Ben Dandridge rendőrfőnök | főszereplő (8 epizód) magyar hangja Csankó Zoltán                      |